# Vrba (Tutin)
Vrba (Servisch cyrillisch Врба) is een plaats in de Servische gemeente Tutin. De plaats telt 196 inwoners (2002).